# میتلهرویگسدورف
میتلهرویگسدورف (به آلمانی: Mittelherwigsdorf) یک شهر در آلمان است که در گورلیتس واقع شده‌است. میتلهرویگسدورف ۴٬۱۷۲ نفر جمعیت دارد.

## خواهرخوانده
شهر Dischingen خواهرخواندهٔ میتلهرویگسدورف هست.